# Northparkes Mine
Northparkes Mine ist ein Bergwerk, in dem Kupfer, Silber und Gold in New South Wales in Australien abgebaut wird. Das Bergwerk liegt etwa 27 Kilometer nordwestlich von Parkes.
Die North Limited begann mit dem Aufbau des Bergwerks im November 1992, 15 Jahre nachdem die Erzlagerstätte mit 64,1 Millionen Tonnen Erz entdeckt wurde. Der Abbau begann 1993 im Tagebau und im Jahr 1997 im Untertagebau auf 480 Meter Tiefe, der damals der weltweit produktivste Untertagebau mit einer automatisierten Förderung war. Im Jahr 2000 erreichte die Mine ihre höchste Produktivität mit einer Förderquote von 50.000 Tonnen Erz je Beschäftigten.
Das Kupferkonzentrat enthält etwa 35 % Kupfer, 12,05 Gramm Gold je Tonne und 121,6 Gramm Silber je Tonne. Es wird mit Roadtrains zur 13 Kilometer entfernten Goonumbla Rail gebracht, in Container verladen und von dort nach Port Kembla bei Wollongong gebracht, um anschließend zu Schmelzhütten in Japan
(67 %), Australien (14 %) und in andere Länder (19 %) verschifft zu werden.
Die 160 Beschäftigten des Bergwerks leben in der Stadt Parkes, die etwa 12.000 Einwohner zählt. Seit 2000 hält 80 % der Aktien die britisch-australische Rio Tinto Group und 20 % die japanische Sumitomo Group.